# Wild God
Wild God — восемнадцатый студийный альбом группы Nick Cave and the Bad Seeds, издан 30 августа 2024 году лейблом PIAS Recordings. Продюсированием альбома занимались Ник Кейв и Уоррен Эллис, микшированием — Дэйв Фридман, а предваряли его синглы «Wild God», «Frogs» и «Long Dark Night».
Выпущенный через пять лет после Ghosteen (2019), который был в основном студийным сотрудничеством Кейва и Эллиса, Wild God стал первым студийным альбомом с полным участием Bad Seeds со времён Skeleton Tree (2016).
Альбом имел коммерческий успех, возглавив чарты в Бельгии, Нидерландах и Швейцарии и попав в десятку лучших по всей Европе. Wild God получил две номинации на 67-й ежегодной премии «Грэмми» в категориях «Лучший альбом альтернативной музыки» и «Лучшее исполнение альтернативной музыки» («Song of the Lake»). Альбом также был номинирован на Австралийскую музыкальную премию 2024 года.

## Отзывы
| Совокупная оценка   | Совокупная оценка |
| Источник            | Оценка            |
| ------------------- | ----------------- |
| Metacritic          | 89/100            |
| Оценки критиков     |                   |
| Источник            | Оценка            |
| AllMusic            | [ 5 ]             |
| The Daily Telegraph | [ 6 ]             |
| The Guardian        | [ 7 ]             |
| The Independent     | [ 8 ]             |
| NME                 | [ 9 ]             |
| Pitchfork           | 8.0/10            |
| Rolling Stone       | [ 11 ]            |
| Uncut               | 9/10              |

Реакция критиков на Wild God была в подавляющем большинстве случаев положительной. Metacritic поставил альбому оценку 89/100, что сайт классифицировал как «всеобщее одобрение». Алексис Петридис, написавший рецензию в The Guardian, дал Wild God пять звёзд, заявив, что «этот шедевр заставит вас снова влюбиться в жизнь». Подчёркивая необычайно радостную природу альбома Nick Cave & The Bad Seeds, он отметил, что песни «часто переходят в огромные, экстатические выдохи», а «экстемпорализованный вокал Кейва звучит все более восторженно на вершине». Он заключил: «Наполненный замечательными песнями, его настроение того, что можно назвать радикальным оптимизмом, мощно и заразительно. Вы покидаете альбом, чувствуя себя лучше, чем раньше: улучшающий опыт, в лучшем смысле этого слова».
The Independent также поставила альбому пять звёзд, отметив, как Кейв часто «мечется между сомнением и верой». Они отметили, что «мелодии проносятся сквозь музыку, а затем исчезают, как течения. Wild God может казаться бездонным, но при этом оставляет вас на плаву».
NME оценил альбом как самое жизнерадостное творение группы за последние десятилетия, но при этом «окрашенное множеством оттенков такой сложной и обветренной жизни». Они поставили альбому 4 из 5 звёзд, особо похвалив песню «O Wow O Wow (How Wonderful She Is)», назвав её одной из «самых мастерских песен о любви» Кейва и поставив её в один ряд с «Into My Arms».

### Итоговые годовые списки
Многие критики и издания включили Wild God в свой рейтинг лучших альбомов 2024 года, а издание Uncut назвало его лучшим диском 2024 года.
| Публикация/критик | Список                       | Ранг     | Ссылка |
| ----------------- | ---------------------------- | -------- | ------ |
| GQ                | Best Albums of 2024 (so far) | Unranked | [ 13 ] |
| MOJO              | 75 Best Albums of 2024       | 2        | [ 14 ] |
| Rolling Stone     | 100 Best Albums of 2024      | 97       | [ 15 ] |
| Rough Trade UK    | Albums of the Year 2024      | 36       | [ 16 ] |
| Uncut             | 80 Best Albums of 2024       | 1        | [ 17 ] |

## Список композиций
Все тексты написаны Ником Кейвом, вся музыка написана Кейвом и Уорреном Эллисом.
| №                   | Название                             | Длительность |
| ------------------- | ------------------------------------ | ------------ |
| 1.                  | «Song of the Lake»                   | 3:36         |
| 2.                  | «Wild God»                           | 5:19         |
| 3.                  | «Frogs»                              | 4:34         |
| 4.                  | «Joy»                                | 6:13         |
| 5.                  | «Final Rescue Attempt»               | 3:56         |
| 6.                  | «Conversion»                         | 5:17         |
| 7.                  | «Cinnamon Horses»                    | 5:16         |
| 8.                  | «Long Dark Night»                    | 3:33         |
| 9.                  | «O Wow O Wow (How Wonderful She Is)» | 4:33         |
| 10.                 | «As the Waters Cover the Sea»        | 2:04         |
| Общая длительность: | Общая длительность:                  | 44:21        |

## Участники записи
Персонал
- Ник Кейв — вокал, фортепиано, бэк-вокал
- Уоррен Эллис — синтезатор, фортепиано, флейта, скрипка, тенор-гитара, клавишные, бэк-вокал
- Джордж Вьештица — электрогитара, акустическая гитара
- Мартин Кейси — бас-гитара
- Томас Уайдлер — ударные
- Джим Склавунос — вибрафон, перкуссия, бэк-вокал

Приглашённые музыканты
- Карли Паради — свист в песне «O Wow O Wow (How Wonderful She Is)»
- Колин Гринвуд (из Radiohead) — бас
- Луис Альмау — акустическая гитара
- Анита Лейн — голос в песне «O Wow O Wow (How Wonderful She Is)»
- Double R Collective — бэк-вокал

## Чарты
| Чарт (2024)                                   | Высшая позиция |
| --------------------------------------------- | -------------- |
| Австралия (ARIA)                              | 2              |
| Австрия (Ö3 Austria)                          | 2              |
| Бельгия/Фландрия (Ultratop)                   | 1              |
| Бельгия/Валлония (Ultratop)                   | 1              |
| Хорватия (HDU)                                | 1              |
| Чехия (ČNS IFPI)                              | 50             |
| Дания (Hitlisten)                             | 4              |
| Нидерланды (Album Top 100)                    | 1              |
| Финляндия (Suomen virallinen lista)           | 5              |
| Франция (SNEP)                                | 2              |
| Германия (Offizielle Top 100)                 | 2              |
| Венгрия Physical Albums (MAHASZ)              | 7              |
| Исландия (Tónlistinn)                         | 9              |
| Ирландия (Irish Albums Chart)                 | 9              |
| Италия (Classifica album)                     | 15             |
| Новая Зеландия (RMNZ)                         | 4              |
| Норвегия (VG-lista)                           | 5              |
| 2                                             |                |
| Португалия (AFP)                              | 2              |
| Шотландия (Scottish Albums Chart)             | 2              |
| Испания (PROMUSICAE)                          | 6              |
| Швеция (Sverigetopplistan)                    | 7              |
| Швейцария (Schweizer Hitparade)               | 1              |
| Великобритания (UK Albums Chart)              | 5              |
| Великобритания (UK Independent Albums Chart)  | 1              |
| США (Billboard 200)                           | 66             |
| США (Billboard Independent Albums)            | 11             |
| США Top Rock & Alternative Albums (Billboard) | 15             |